# Hudební festivaly v Polsku
V Polsku se každý rok pořádá nespočet hudebních festivalů. Mezi nejpopulárnější z nich patří Coke live music festival, Heineken Open'er Festival, Sopot festival a Top trendy.
Coke live music festival je jeden z největších polských letních festivalů, konající se v historickém městě Krakově každým rokem koncem srpna. Hlavním sponzorem je Coca-cola Company.
Poprvé se Coke live music festival uskutečnil v roce 2006, první edice festivalu trvala jeden den, vystoupili tu mimo jiné také: Jay-Z, Shaggy, Tatiana Okupnik.
V roce 2007 trval již dva dny a vystupovali zde mimo jiné: Rihanna, Akon, Lily Allenová, Common, Faithless.
V roce 2008 na dvoudenním letním festivalu v Krakově vystoupili např.: Timbaland, Missy Elliott, Kaiser Chiefs nebo The Prodigy.
V roce 2009 se konala čtvrtá řada Coke live music festival a svou účast již potvrdili mimo jiné: 50 Cent, Madcon, Gentleman, The Killers nebo také Shaggy.
Od roku 2009 se každoročně ve městě Lodž koná festival Soundedit, který se věnuje hudebním producentům; vystupovali zde například Daniel Lanois, Peter Hook nebo Andy Jackson.